# 圣彼得罗因切罗
圣彼得罗因切罗（義大利語：San Pietro in Cerro）是意大利皮亚琴察省的一个市镇。总面积27平方公里，人口953人，人口密度35.3人/平方公里（2009年）。ISTAT代码为033041。